# Сесил, Роберт, виконт Сесил-Челвудский
Э́дгар Э́лджернон Ро́берт Га́скойн-Се́сил, 1-й виконт Сесил из Челвуда (англ. Edgar Algernon Robert Gascoyne-Cecil, 1st Viscount Cecil of Chelwood,; 14 сентября 1864 года, Лондон — 24 ноября 1958 года, Западный Суссекс) — британский юрист, парламентский, общественный и государственный деятель, активный сотрудник и идеолог Лиги Наций, лауреат Нобелевской премии мира 1937 года, вручённой ему за заслуги перед Лигой Наций.

## Биография
Родился 14 сентября 1864 года в Лондоне, третий сын лорда Роберта Гаскойн-Сесила (в будущем — 3-го маркиза Солсбери и британского премьер-министра) и Джорджины, дочери барона Олдерсона.
В 1906 начал политическую карьеру, победив на выборах в парламент Великобритании от Консервативной партии. Выступал за ограничение свободы торговли и за предоставление избирательного права женщинам, что противоречило позиции его партии, поэтому он из неё вышел. После этого дважды неудачно пробовал выставлять на выборах свою кандидатуру в качестве независимого кандидата, пока в 1911 вновь не был избран членом парламента и оставался им до 1923 года. С 1923 года был членом Палаты лордов.
Во время Первой мировой войны в 1915 году стал заместителем министра иностранных дел, в 1916—1918 годах заместителем министра блокады (в обязанности которого входила разработка мер экономической войны), а в 1918 году вновь был назначен заместителем министра иностранных дел.
В сентябре 1916 года он распространил меморандум с предложениями о том, как в будущем избежать войн, содержавший план создания Лиги Наций.
В 1919 году Сесил представлял Великобританию на Парижской мирной конференции со специальными полномочиями по вопросам создания Лиги Наций; в 1920—1922 годах представлял в ассамблее Лиги Наций Южно-Африканский Союз; в 1923—1924 годах совмещал должность лорда-хранителя Малой печати, а в 1924—1927 годах — канцлера герцогства Ланкастер с обязанностями министра, ответственного за позицию Великобритании в Лиге Наций.
В 1927 году, будучи разочарован отказом британского правительства поддержать проекты Лиги Наций по учреждению международного суда и сокращению флотов ведущих держав, он вышел из состава правительства, но оставался представителем Великобритании в Лиге Наций до 1932 года.
В 1923—1945 годах был президентом неправительственной организации Британская Лига Союза Наций, а также основателем и президентом общественной организации «Международная кампания за мир» (Rassemblement universel pour la paix).
Выступил на последнем заседании Лиги Наций в 1946 году, закончив свою речь словами: «Лига мертва; да здравствует ООН!».
Автор автобиографии «Весь путь» о своей работе в Лиге и мире между двумя мировыми войнами. Почётный пожизненный президент Ассоциации содействия ООН.